# Wolfhart Zimmermann
Wolfhart Zimmermann (17 febbraio 1928 – 18 settembre 2016) è stato un fisico tedesco.
Zimmermann ha conseguito un dottorato nel 1950 a Friburgo in Brisgovia in topologia ("Eine Kohomologietheorie topologischer Räume").

## Biografia
Zimmermann nacque a Friburgo in Brisgovia. Negli anni cinquanta fu a Gottinga uno dei pionieri della teoria quantistica dei campi matematica; sviluppò, insieme a Kurt Symanzik e Harry Lehmann, la formula LSZ. Dal 1962 al 1974 è stato professore presso l'Università di New York. Dal 1974 al 1996 è stato direttore presso l'Istituto Max Planck per la fisica di Monaco di Baviera, dove è stato in seguito "Direttore emerito".
Inoltre, dal 1977 è stato professore onorario ("Honorarprofessor") presso l'Università tecnica di Monaco. Trascorse alcuni anni all'Institute for Advanced Study di Princeton (1957/8 e 1960/1), al Courant Institute of Mathematical Sciences dell'Università di New York, all'Università di Chicago e all'IHES di Parigi. Oltre al suo lavoro sul formalismo LSZ è anche noto per lo sviluppo dello schema di rinormalizzazione Bogoljubov-Parasiuk (anche detto schema di BPHZ per Klaus Hepp e Zimmermann).  Insieme a Kenneth G. Wilson è stato uno dei pionieri nelle applicazioni dell'operator product expansion nella teoria quantistica dei campi. Con Reinhard Oehme dell'Enrico Fermi Institute di Chicago (con il quale aveva già collaborato a Gottinga negli anni '50), ha lavorato sulla riduzione dei parametri di accoppiamento con metodi affini al gruppo di rinormalizzazione e ha introdotto relazioni di superconvergenza per il propagatore (propagatore di campo di gauge) nella teoria di Yang-Mills, per stabilire connessioni tra i confini di alta energia (es. libertà asintotica) e bassa energia (confinamento).
Nel 1991 ricevette la medaglia Max Planck.